# Francisco Ruiz Castellano
Francisco Ruiz Castellano (Purchena, c. 1854-Madrid, febrero de 1894) fue un verdugo español de la Audiencia de Madrid.

## Biografía
Aprendió el oficio de su padre, también verdugo de Madrid. Fue carpintero y sargento primero de caballería en el Ejército.

### Los siete de la Mano Negra
Tras el ajusticiamiento de los regicidas frustrados Juan Oliva y Francisco Otero González, tuvo que ocuparse de otro caso muy mediático en su época: la condena a muerte de ocho militantes anarquistas por asesinato e indirectamente por su pertenencia a una inexistente organización secreta: la Mano Negra. A uno de ellos se le conmutó la pena por enfermedad mental y para el resto se fijó la fecha de ejecución en junio de 1884. Ante el riesgo de represalias, se optó por no recurrir a los verdugos andaluces y se solicitó la presencia de los verdugos de Madrid, Burgos y Albacete. Se designó ejecutor principal a Francisco Ruiz por su veteranía asistiéndole los otros dos.
Ruiz tenía por costumbre besar a los reos, y así lo hizo con seis de ellos, menos Francisco Corbacho que amenazó al verdugo:

Verdugo, te lo aviso una vez: te juro que como me beses te parto aquí mismo la cara
Francisco Corbacho a Francisco Ruiz

Tras la ejecución, retiró la capucha que cubría el rostro de los reos, lo cual fue criticado por parte de los asistentes. Los verdugos abandonaron el lugar de la ejecución revólver en mano por miedo a la multitud.

### Personalidad
Profesionalmente quiso ser conocido como el perfeccionador del garrote, pero en su vida personal tuvo problemas familiares, con la ley y con delincuentes. Echó a su mujer de casa.
En 1885 fue condenado a seis meses y un día de arresto por un delito de lesiones y hasta el diputado Ducazcal solicitó al ministro de Gracia y Justicia que se impusiera un correctivo a Francisco Ruiz por sus tropelías. Meses después se le formó Consejo de Guerra por desacato y resistencia a la Guardia Civil.
Ruiz iba armado de manera habitual: pocos días después de la ejecución de los siete de la Mano Negra, se defendió de un atraco hiriendo a uno de sus atacantes de un disparo. En 1888 Ruiz fue agredido en Madrid. Se le llegó a relacionar como amigo de uno de los sospechosos del crimen de la calle Fuencarral José Vázquez-Varela al que dejaba probarse los corbatines que empleaba en las ejecuciones.
En noviembre de 1893 amenazó a Joaquín Bartolesi —de profesión zapatero— con una faca de grandes dimensiones al querer cobrar el alquiler de una casa que Francisco Ruiz administraba, el inquilino salió asustado hacia una de las habitaciones interiores del domicilio, saliendo después con un revólver con el que acabaría hiriendo a Francisco Ruiz en el hipocondrio derecho. Meses después en febrero de 1894, a consecuencia de la herida de bala que recibió, falleció en el Hospital de La Princesa de Madrid.

## Reos ejecutados por Francisco Ruiz Castellano (incompleta)
- Juan Oliva Moncusí (Madrid, 4 de enero de 1879)
- Francisco Otero González (Madrid, 14 de abril de 1880)
- Francisco Corbacho (Jerez, 18 de junio de 1884)
- Pedro Corbacho (Jerez, 18 de junio de 1884)
- Manuel Gago de los Santos (Jerez, 18 de junio de 1884)
- Bartolomé Gago de los Santos (Jerez, 18 de junio de 1884)
- Cristóbal Fernández (Jerez, 18 de junio de 1884)
- Gregorio Sánchez Novoa (Jerez, 18 de junio de 1884)
- Juan Ruiz (Jerez, 18 de junio de 1884)
- Triple ejecución en la Modelo (Madrid, 12 de abril de 1888)[10]
- Santos Rodríguez Gómez (Getafe, 4 de agosto de 1893)[19]